# Chrom(VI)-peroxid
Chrom(VI)-peroxid ist eine chemische Verbindung des Chroms aus der Gruppe der Peroxide.

## Gewinnung und Darstellung
Chrom(VI)-peroxid kann durch Reaktion von Dichromaten in schwefel- oder salpetersaurer Lösung mit Wasserstoffperoxid gewonnen werden.
{\displaystyle \mathrm {Cr_{2}O_{7}^{2-}+4\ H_{2}O_{2}+2\ H^{+}\longrightarrow 2\ [CrO(O_{2})_{2}]+5\ H_{2}O} }

## Eigenschaften
Chrom(VI)-peroxid ist eine tiefblaue Verbindung, die in Wasser, Ethern und Estern löslich ist. Sie ist in Wasser instabil und zersetzt sich schnell unter Oxidation des Wasserstoffperoxids, wobei die Farbe der Lösung in grün oder violett umschlägt. Die blaue Lösung ist kein reines Chrom(VI)-peroxid, sondern ein Hydroxo-Komplex. Die Verbindung geht auch mit anderen Verbindungen wie zum Beispiel Pyridin und Diethylether Komplexe ein.

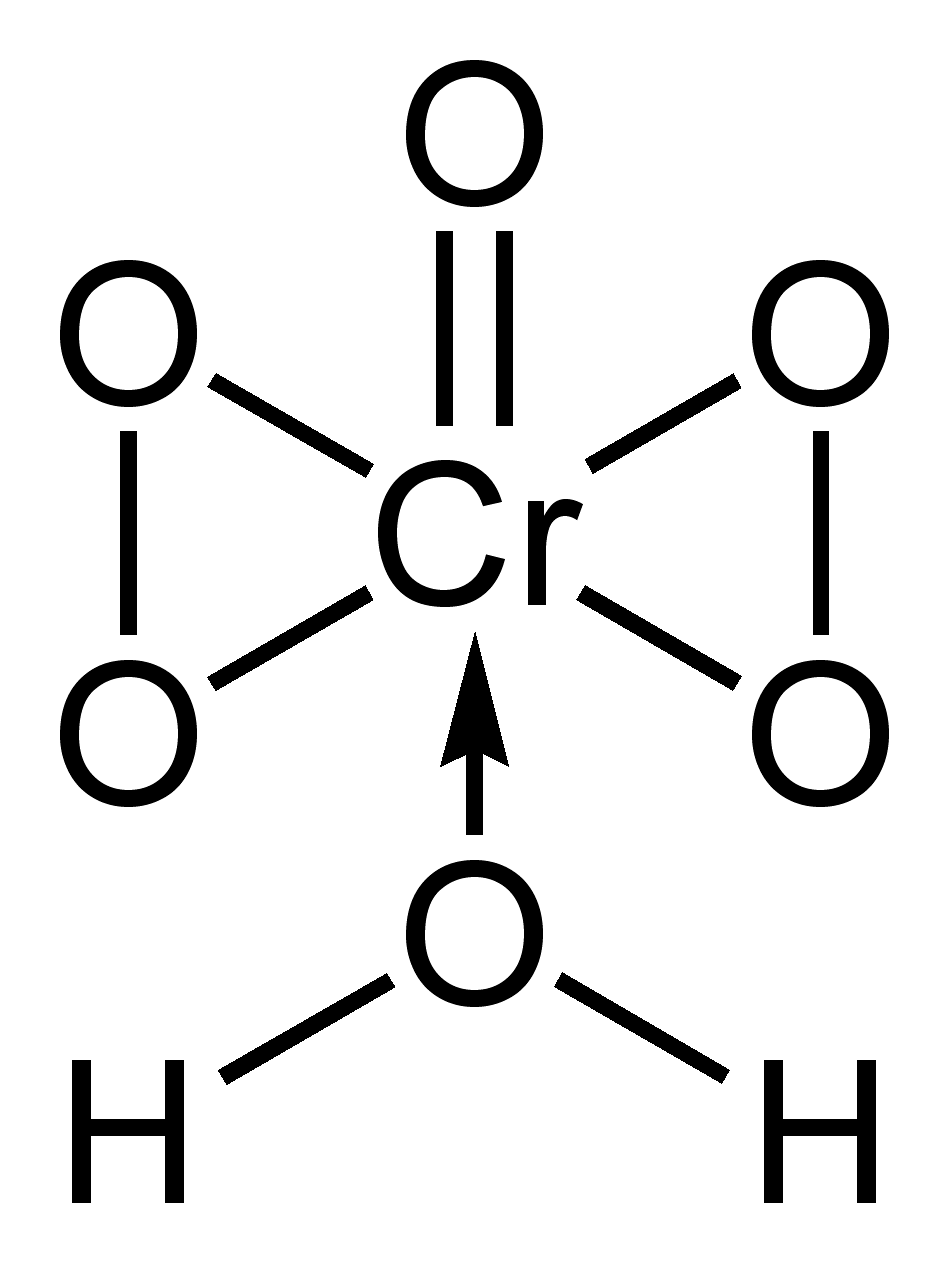
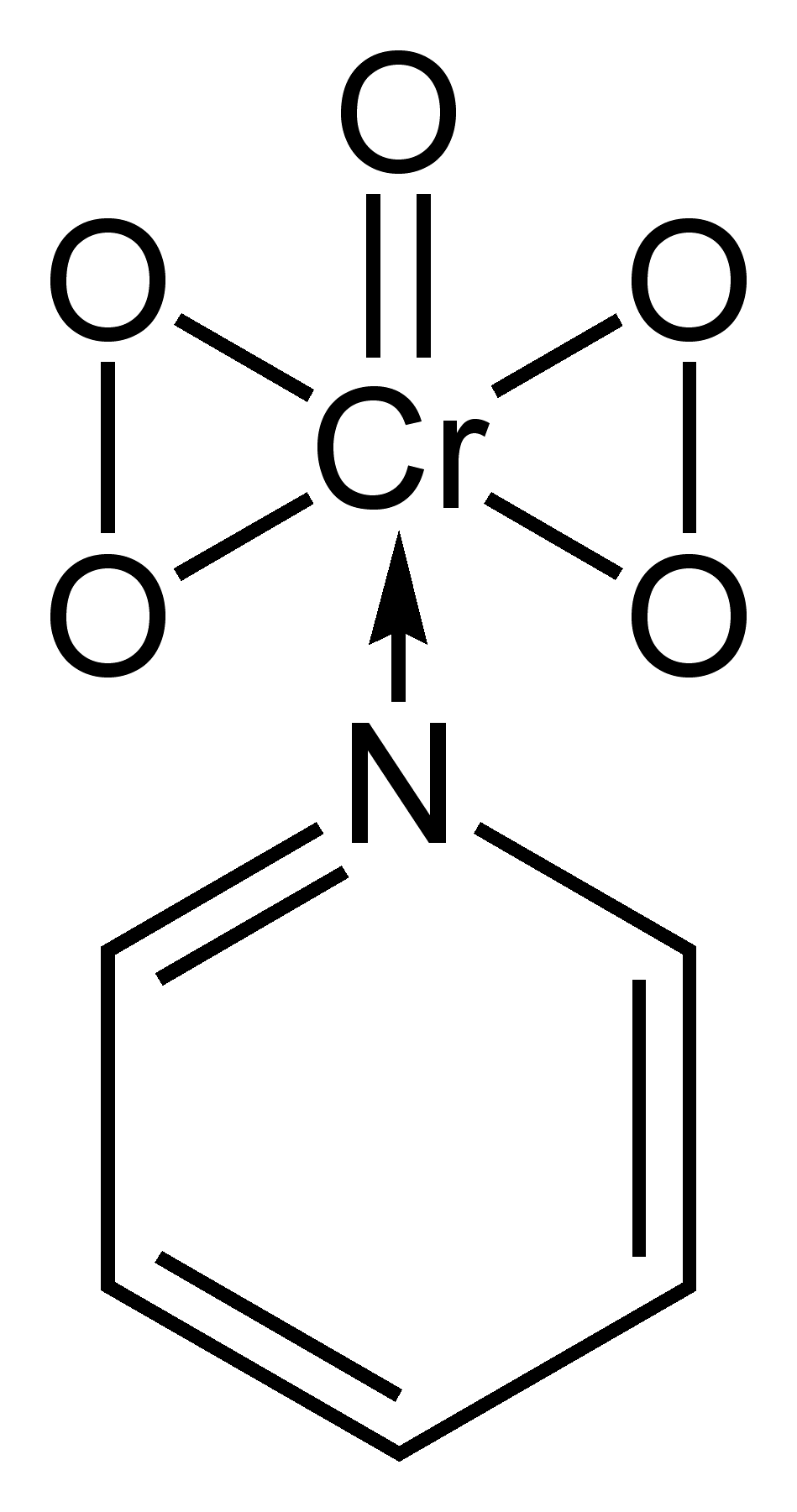

## Verwendung
Die Bildung von blauem Chrom(VI)-peroxid wird als Nachweisreaktion verwendet. Hierzu wird verdünnte Salpetersäure mit Wasserstoffperoxid vermischt und mit Diethylether überschichtet. Der Ether dient als Stabilisator, da sich das Chromperoxid sonst nach kurzer Zeit unter Sauerstoffentwicklung wieder zersetzt.

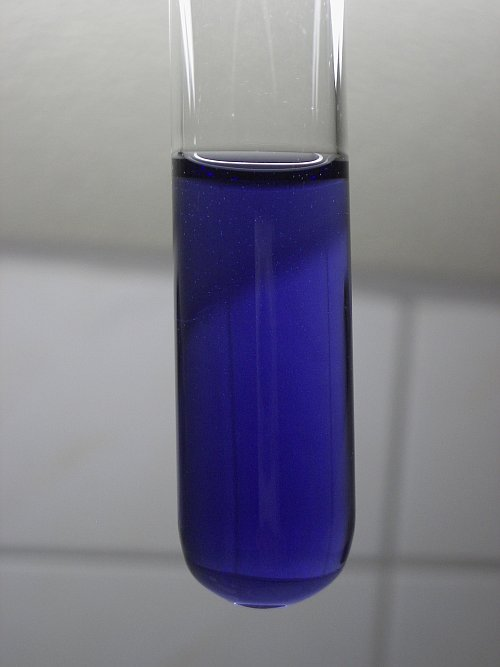
Wässrige Lösung von Chrom(VI)-peroxid
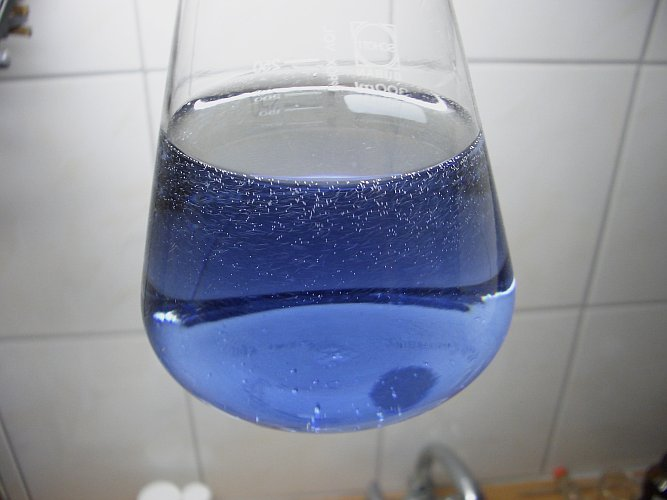
Eine stark verdünnte Lösung von Chrom(VI)-peroxid
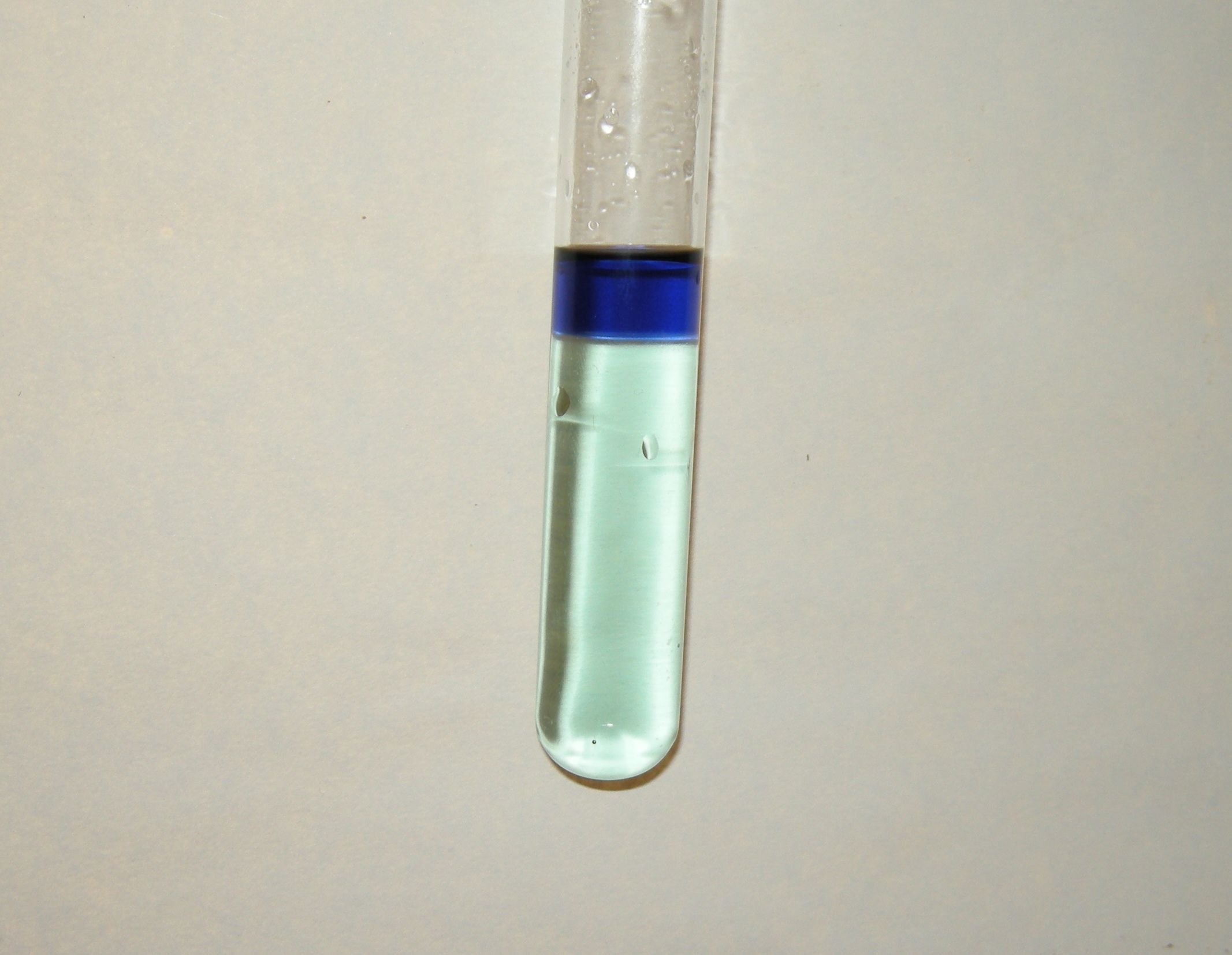
Chrom(VI)-peroxid stabilisiert in Ether (oben) und wässrige Chrom(III)-Lösung (unten).